# Królestwo Bawarii

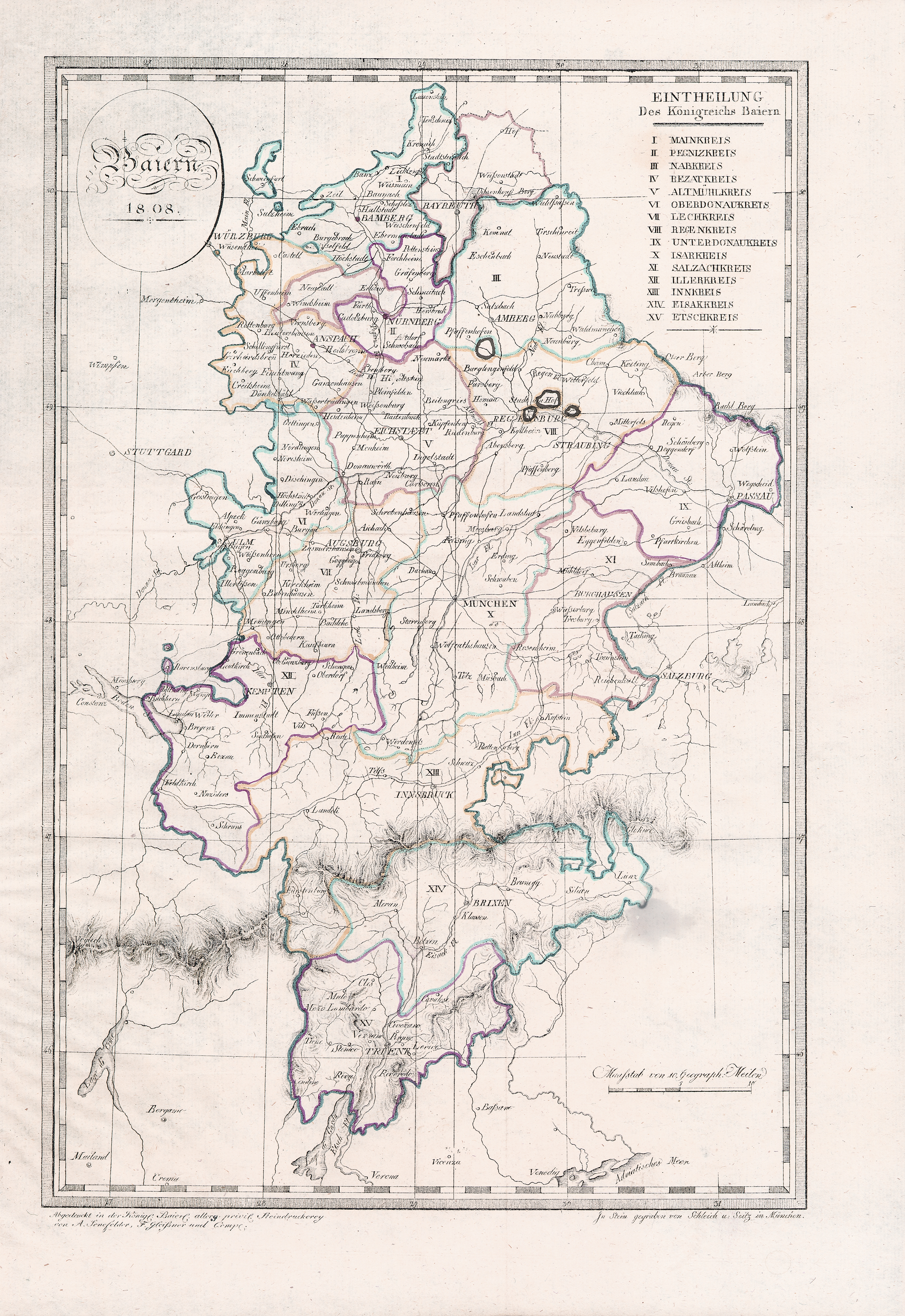
Królestwo Bawarii w 1808 roku

Królestwo Bawarii (niem. Königreich Bayern) – państwo istniejące w latach 1806–1918, głównie na terenie współczesnego landu Bawaria.

## Historia

### Powstanie
Podpisany 26 grudnia 1805 roku pokój w Preszburgu zakładał utworzenie Królestwa Bawarii. Na mocy tego porozumienia Austria straciła na rzecz Bawarii Tyrol. 1 stycznia 1806 roku Bawaria stała się królestwem, a tego samego dnia książę-elektor Maksymilian II ogłosił się królem Bawarii. 1 maja 1808 roku Królestwo Bawarii ustanowiło własną konstytucję, a jej wdrażanie rozpoczęto w roku 1817. Konstytucja ta zapewniała między innymi wolność religijną, zniesienie systemu klasowego, zniesienie przywilejów szlachty i duchowieństwa oraz likwidację pańszczyzny. 10 lat później, w roku 1818, powstała nowa konstytucja, która wprowadziła dwie izby Zgromadzenia Stanowego Bawarii. Nowa Konstytucja obowiązywała i stanowiła podstawę bawarskiej państwowości przez cały wiek, czyli do 1918 roku.

#### Bawaria podczas wojen napoleońskich
Dzięki sojuszowi Bawarii z I Cesarstwem Francuskim, terytorium Bawarii się powiększyło, a Bawaria uzyskała pierwszą liberalną konstytucję. Pod koniec wojen napoleońskich Bawaria przeszła na stronę koalicji. Była obszarem tranzytowym dla armii sojuszniczej i wroga, była także miejscem bitew między armiami francuskimi pod dowództwem Napoleona i jego przeciwnikami, zwłaszcza Austrią (m.in. bitwa pod Eckmühl). Chociaż Bawarczycy nie brali udziału w ostatniej, decydującej bitwie przeciwko Napoleonowi, bitwie pod Lipskiem w październiku 1813 roku, w której Napoleon poniósł druzgocącą porażkę, to znaleźli się oni po stronie zwycięzców.

### Królestwo Bawarii w I połowie XIX wieku
Po śmierci Maksymiliana w 1825 roku, tron objął jego syn, Ludwik I Wittelsbach. W 1810 roku Ludwik I ożenił się z Teresą z Saksonii-Hildburghausen. Król Ludwik I Wittelsbach uznawany jest za jednego z najważniejszych władców w historii Bawarii z uwagi na jego zasługi dla stworzenia w Monachium centrum kultury i sztuki. Rewolucja lutowa z 1848 roku doprowadziła do jego abdykacji, po której, władzę w Królestwie przejął jego syn, Maksymilian II. Maksymilianowi udało się przywrócić stabilność w Królestwie. Po jego śmierci w 1864 roku władzę w kraju przejął jego syn, Ludwik II Wittelsbach.

### Królestwo Bawarii w II połowie XIX wieku i I połowie XX wieku
Po wojnie francusko-pruskiej król Bawarii Ludwik II Wittelsbach zaproponował, by pruskiego króla Wilhelma I ogłosić cesarzem niemieckim. Po objęciu przez niego władzy, Królestwo Bawarii zachowało uprzywilejowany status i własną armię. Potem Ludwik II spędzał coraz więcej czasu i wydawał coraz więcej pieniędzy na realizowanie własnych projektów, takich jak budowa zamku Neuschwanstein. Z tego powodu popadł w długi, a jego stosunki z ministrami pogorszyły się. 10 czerwca 1886 roku na dwór sprowadzono psychiatrę, który uznał króla za chorego psychicznie. Oficjalnie podano do wiadomości, że osoba niepoczytalna nie może sprawować władzy w kraju. Według współczesnych badaczy nie ma dowodów, aby król Ludwik II chorował psychicznie. Król zmarł w niewyjaśnionych okolicznościach – 13 czerwca 1886 roku odkryto jego ciało w przybrzeżnych wodach jeziora Starnberg. Po śmierci Ludwika na tronie zasiadł jego młodszy brat Otto, cierpiący na chorobę psychiczną i niezdolny do sprawowania władzy, w związku z czym w latach 1886-1912 regencję sprawował stryj obu monarchów, książę Luitpold. Po śmierci Luitpolda, władzę w Królestwie przejął jego syn Ludwik, początkowo także jako regent, a od 1913 roku (dzięki zmianie konstytucji) jako król Ludwik III.

### I wojna światowa i upadek Królestwa
W 1914 roku doszło do starcia trójprzymierza z trójporozumieniem w związku z agresją Austro-Węgier na Serbię po zabójstwie austriackiego arcyksięcia Franciszka Ferdynanda przez Gawriła Principa. Niemcy stanęły po stronie Austro-Węgier i wypowiedziały wojnę Francji i Rosji. Po inwazji Niemiec na neutralną Belgię, Wielka Brytania wypowiedziała wojnę Niemcom. Później Ludwik III zażądał dla Bawarii aneksji Alzacji i miasta Antwerpia w Belgii.
W 1918 roku Królestwo Bawarii bezskutecznie próbowało wynegocjować odrębny pokój z Ententą. 7 listopada 1918 roku Ludwik III wraz z rodziną uciekł z rezydencji w Monachium. 12 listopada 1918 w pisemnym oświadczeniu Ludwik III zwolnił urzędników oraz żołnierzy z przysięgi lojalności, nie sformułowawszy w nim abdykacji. Kurt Eisner potraktował jego oświadczenie jako abdykację. W nocy z 7 na 8 kwietnia 1919 powstała Bawarska Republika Rad.

## Królowie Bawarii
| lp. | Imię                    | Zdjęcie | Czas rządów |
| --- | ----------------------- | ------- | ----------- |
| 1   | Maksymilian I Józef     |         | 1806–1825   |
| 2   | Ludwik I Wittelsbach    |         | 1825–1848   |
| 3   | Maksymilian II Bawarski |         | 1848–1864   |
| 4   | Ludwik II               |         | 1864–1886   |
| 5   | Otto I Bawarski         |         | 1886–1913   |
| 6   | Ludwik III Wittelsbach  |         | 1913–1918   |

## Ludność
Rozwój liczby ludności Królestwa Bawarii w latach 1871–1900:
| rok  | ogółem    | uwagi                                                                                                  |
| ---- | --------- | --- |
| 1871 | 4 863 450 | w tym katolicy – 3 464 364, ewangelicy – 1 342 592, chrześcijanie innych wyznań – 5453, Żydzi – 50 662 |
| 1875 | 5 022 425 | |
| 1880 | 5 284 778 | |
| 1890 | 5 594 982 | w tym katolicy – 3 962 941, ewangelicy – 1 571 863, chrześcijanie innych wyznań – 5786, Żydzi – 53 885 |
| 1900 | 6 176 057 | w tym katolicy – 4 363 178, ewangelicy – 1 749 206, chrześcijanie innych wyznań – 7607, Żydzi – 54 928 |

Miasta Królestwa Bawarii o populacji przekraczającej 40 tys. mieszkańców w 1900 roku:
| lp. | miasto         | populacja | rejencja           |
| --- | -------------- | --------- | ------------------ |
| 1.  | Monachium      | 499 932   | Górna Bawaria      |
| 2.  | Norymberga     | 261 081   | Środkowa Frankonia |
| 3.  | Augsburg       | 89 174    | Szwabia            |
| 4.  | Würzburg       | 75 499    | Dolna Frankonia    |
| 5.  | Ludwigshafen   | 61 914    | Palatynat          |
| 6.  | Fürth          | 54 822    | Środkowa Frankonia |
| 7.  | Kaiserslautern | 48 310    | Palatynat          |
| 8.  | Regensburg     | 45 429    | Górny Palatynat    |
| 9.  | Bamberg        | 41 823    | Górna Frankonia    |